# Judy Nunn
Judy Nunn (n. 13 aprilie 1945 în Perth, Australia) este o actriță și scriitoare australiană.